# أليون فال
أليون فال (بالفرنسية: Alioun Fall)‏ (20 ديسمبر 1990 في فرنسا - ) هو لاعب كرة قدم فرنسي في مركز الدفاع. لعب مع نادي إيفيان.

## روابط خارجية
- أليون فال على موقع قاعدة بيانات كرة القدم.إي يو (الإنجليزية)
- أليون فال على موقع Soccerway.com (الإنجليزية)
- أليون فال على موقع AS.com (الإسبانية)